# Zephyr (協議)
Zephyr是一套由麻省理工学院设计的即时通讯协议，具有浓厚的Unix背景。协议由几个独立的应用程序协同工作从而构成一套完整的即时通讯系统。Zephyr与IRC是最早得到广泛使用的基于IP的即时通讯协议。

## 应用
时至今日，Zephyr仍然可见于一些大学院校，这些大学包括卡内基·梅隆大学、马里兰大学科利奇帕克分校、布朗大学以及麻省理工学院。